# Двадесета македонска ударна бригада
Двадесета македонска ударна бригада НОВЈ формирана је 18. октобра 1944. године у Широком Долу (Плачковица) од 3 пешадијска и једног пратећег батаљона (две митраљеске чете и чете минобацача) са око 700 бораца. Од формирања до ослобођења Македоније дејствовала је у саставу 51. дивизије НОВЈ.
У завршним операцијама за коначно ослобођење Македоније, дејствовала је на струмичком правцу и нарочито се истакла 21. октобра у одбрани Радовиша који су нападали делови немачке 22. пешадијске дивизије, извлачећи се из Струмице за Штип. Бригада је 23. октобра ослободила Штип. Од 29. октобра до 5. новембра 1944. водила је с осталим бригадама 51. дивизије тешке борбе против немачке борбене групе „Кастнер“ ради ослобођења Струмице. После ослобођења Струмице упућена је у гоњење Немаца ка Штипу, при чему је 6. новембра у рејону Радовиша, после кратке али оштре борбе, заробила немачку заштитницу од 90 војника. Од 12. новембра, бригада је у саставу 51. дивизије посела југословенско-грчку границу од Ђевђелије до тромеђе са Бугарском. Од децембра 1944. бригада је била у саставу 50. дивизије.